# Аменти
Аменти или Аментес е името на подземния свят в Древен Египет, т.е. на мъртвите и сенките от миналото.
Според древните египтяни, душата след смъртта отива на запад следвайки слънцето по низходяща линия към подземното царство. В този смисъл, Аменти символизира освен подземния свят, но и света/страната на залязващото слънце – Древен Запад и в съседство Древна Либия.
Древните египтяни считали, че душата на мъртвите отпътува на запад, поради и което в гробниците и край мумиите винаги са откривани папируси на свитъци със съвети за отвъдното. Дължината на тези свитъци зависи от достойнството на починалия и достига при някои фараони до 9 метра.
Древната египетска Книга на мъртвите изобразява онзи свят картинно. Основната сцена, която се натъква с тези картинки, изобразява залата със съдиите на мъртвия, председателствани от Озирис, който води богинята на правосъдието Маат, а Хор и Анубис разглеждат светските дела на починалия през живота му.
На портите на онзи свят Аменти (на мъртвите и сенките от миналото) седи пазач, който поглъща душите с отворена уста – символ на земята, която абсорбира плътта. На прага на Аменти, в залата на „двойното правосъдие“ (награди и наказания) за душата, стои изправена пред съда на Озирис мъртвата душа. Съдникът е с венец на главата, с извит прът, с камшик и ръце, увити с бинтове като мумия, заобиколен от водата на живота (в утробата), около която растат лотоси. До него се изобразяват 42-мата съдии на мъртвите, украсени с щраусови пера, които символизират истината и справедливостта, и които съдят съобразно 42-ата смъртни гряха.
Душата на грешника моли винаги в залата на „двойното правосъдие“ за причисление към редиците на блажените, твърдейки, че тя не е имала пороци, които обаче пред онзи съд биват незабавно разкривани. Балансът веднага се установява от Анубис с глава на чакал и от Хор с глава на ястреб, като първия на една скала тества сърцето символизиращо чувствата и емоциите на мъртвия, а втория с щраусовото перо установява истината. Тот записва резултата и присъжда. Ако присъдата е осъдителна, душата ще страда във вечни мъки в отделението на осъдените на Запад, ако ли обаче присъдата е в полза на духа, то богините Аментет и Нут обливат мъртвия със светена вода и той се осъжда да излезе от царството на мъртвите и сенките на светло и да заживее под лъчите на светлината в полето на бога на Слънцето – Ра. Там вече душата на праведния се наслаждава вовеки на уханието на цветята и на птичите песни разхождайки се под сенчестите алеи, плувайки в свежите вълни на блясъка на светлината.
Покровителка на царството на мъртвите и сенките е богинята Аментет. Според вярванията на древните египтяни, езотеричното царство на Аменти е разделено на четиринадесет части. Всяка от тези части съответства степента на греха къмто благодеянията на мъртвия дух, но оценян приживе и възрастен. Аментет решава дали душата като праведна да премине в царството на живите или да я задържи хваната в нещо като чистилище и ако има много грехове да е там толкова време, колкото е достатъчно, за да се очисти съвестта.
Духовете на Аменти са четири митически същества канопи, под чието покровителство древните египтяни слагат четирите посоки на света, на които съответстват под похлупаците с четирите животински глави – четирите вътрешни органи от тялото изваждани при балсамиране.
Думата „аменти“ се превежда на коптски език като „ад“ в библейските текстове. В шумеро-акадската митолоия на Аменти съответства Иркала, а при древните гърци – Тартар с Аид.
Аменти се слага на запад, понеже натам си отива всеки ден източника на всичко живо и светлината. Древноегипетската богиня на Изтока и изгрева е Иабет с аналог – Амунет.